# Lucy Woodward
Lucy Woodward (27 de outubro, 1977), é uma cantora e compositora de músicas que teve um hit em Fevereiro de 2003 com "Dumb Girls." Em 2005 ganhou o BMI Pop Award por ter escrito o single para Stacie Orrico "More to Life".
Lucy nasceu em Londres, mas cresceu em Amsterdão e Nova Iorque.

## Discografia
Álbum -Billboard (América do Norte)
| Ano  | Tabela              | Posição |
| 2003 | Billboard Top 200   | 136     |
| 2003 | Top Heatseekers     | 8       |
| 2003 | Top Internet Albums | 91      |
| 2003 | Top Canadian Albums | 66      |
| ---- | ------------------- | ------- |